# Треказалі
Треказалі (італ. Trecasali) — колишній муніципалітет в Італії, у регіоні Емілія-Романья,  провінція Парма. З 1 січня 2014 року Треказалі є частиною новоствореного муніципалітету Сісса-Треказалі.
Треказалі розташоване на відстані близько 390 км на північний захід від Рима, 100 км на північний захід від Болоньї, 16 км на північ від Парми.
Населення — 3761 особа (2012).

## Демографія
Населення за роками:

Станом на 31 грудня 2010 року в муніципалітеті офіційно проживало 349 іноземців з 37 країн, серед них 69 громадян країн Євросоюзу та 19 громадян України.

## Сусідні муніципалітети
- Фонтанеллато
- Парма
- Сан-Секондо-Парменсе
- Сісса
- Торриле